# 彭图治
彭图治（1946年12月—2004年12月），男，土家族，祖籍湖南保靖，生于上海，中华人民共和国化学家、政治人物，浙江大学教授，曾任浙江省政协副主席，中国致公党中央委员会常务委员，第九、十届全国政协委员。

## 家庭
父亲是药物化学家、中国科学院院士、江苏省政协原主席彭司勋。